# Правительство Масола — Фокина
В статье даются сведения о составе Совета Министров Украинской ССР под председательством Виталия Масола, а затем Витольда Фокина, действовавшего в июне 1990 года — апреле 1991 года (последний Совет Министров Украинской ССР и первое правительство после провозглашения 16 июля 1990 г. Декларации о государственном суверенитете Украины).
Постановлением Верховного Совета Украинской ССР от 13 июня 1990 г. № 17-XII было принято к сведению заявление Совета Министров Украинской ССР о сложении своих полномочий перед вновь избранным Верховным Советом Украинской ССР XII созыва. Совету Министров Украинской ССР поручено продолжать исполнение своих обязанностей до утверждения Верховным Советом Украинской ССР нового Совета Министров Украинской ССР.
В соответствии со статьей 116 Конституции Украинской ССР от 20 апреля 1978 г. в состав Совета Министров Украинской ССР входили Председатель Совета Министров, первые заместители и заместители Председателя, министры Украинской ССР, председатели государственных комитетов Украинской ССР. По представлению Председателя Совета Министров Украинской ССР Верховный Совет Украинской ССР мог включить в состав Правительства Украинской ССР руководителей других органов и организаций Украинской ССР.
В соответствии со статьей 33 Закона Украинской ССР от 19 декабря 1978 г. № 4157-IX «О Совете Министров Украинской ССР» в состав Совета Министров Украинской ССР в установленном порядке включался Управляющий Делами Совета Министров Украинской ССР.

## Состав Совета Министров
После даты назначения или освобождения от должности членов Совета Министров стоит номер соответствующего Постановления Верховного Совета Украинской ССР. Члены Совета Министров, даты освобождения от должности которых не указаны, действовали на момент отставки правительства.
Члены правительства расположены в списке в хронологическом порядке по дате их назначения.
- Масол Виталий Андреевич — Председатель Совета Министров Украинской ССР (28 июня 1990 г., № 18-XII — 23 октября 1990 г., № 403-XII)
- Ткаченко Александр Николаевич — Первый заместитель Председателя Совета Министров Украинской ССР (с 18 июля 1990 г., № 58-XII)
- Борисовский Владимир Захарович — Заместитель Председателя Совета Министров Украинской ССР (с 18 июля 1990 г., № 59-XII)
- Фокин Витольд Павлович — Заместитель Председателя Совета Министров Украинской ССР, Председатель Государственного комитета Украинской ССР по экономике[1] (с 18 июля 1990 г., № 60-XII), Председатель Совета Министров Украинской ССР (с 14 ноября 1990 г., № 475-XII)
- Масик Константин Иванович — Заместитель Председателя Совета Министров Украинской ССР (25 июля 1990 г., № 66-XII — 3 августа 1990 г., № 144-XII), Первый заместитель Председателя Совета Министров Украинской ССР (с 3 августа 1990 г., № 144-XII)
- Статинов Анатолий Сергеевич — Первый заместитель Председателя Совета Министров Украинской ССР (с 25 июля 1990 г., № 67-XII)
- Комисаренко Сергей Васильевич — Заместитель Председателя Совета Министров Украинской ССР (с 25 июля 1990 г., № 68-XII)
- Урчукин Виктор Григорьевич — Заместитель Председателя Совета Министров Украинской ССР (с 25 июля 1990 г., № 69-XII)
- Гладуш Виктор Дмитриевич — Заместитель Председателя Совета Министров Украинской ССР (с 25 июля 1990 г., № 70-XII)
- Пехота Владимир Юльевич — Управляющий Делами Совета Министров Украинской ССР (с 25 июля 1990 г., № 71-XII)
- Слепичев Олег Иванович — Министр торговли Украинской ССР (с 25 июля 1990 г., № 72-XII)
- Спиженко Юрий Прокофьевич — Министр здравоохранения Украинской ССР (с 25 июля 1990 г., № 73-XII)
- Минченко Анатолий Каленикович — Председатель Государственного комитета Украинской ССР по материально-техническому снабжению (с 26 июля 1990 г., № 74-XII)
- Скляров Виталий Федорович — Министр энергетики и электрификации Украинской ССР (с 26 июля 1990 г., № 75-XII)
- Голушко Николай Михайлович — Председатель Комитета государственной безопасности Украинской ССР (с 26 июля 1990 г., № 76-XII)
- Борисенко Николай Иванович — Председатель Государственного комитета Украинской ССР по статистике (с 26 июля 1990 г., № 77-XII)
- Василишин Андрей Владимирович — Министр внутренних дел Украинской ССР (с 26 июля 1990 г., № 78-XII)
- Золотарёв Анатолий Иванович — Министр промышленности строительных материалов Украинской ССР (с 26 июля 1990 г., № 79-XII)
- Охмакевич Николай Фёдорович — Председатель Государственного комитета Украинской ССР по телевидению и радиовещанию (с 26 июля 1990 г., № 80-XII)
- Лукьяненко Александра Михайловна — Министр социального обеспечения Украинской ССР (с 26 июля 1990 г., № 81-XII)
- Зленко Анатолий Максимович — Министр иностранных дел Украинской ССР (с 27 июля 1990 г., № 83-XII)
- Самоплавский Валерий Иванович — Министр лесного хозяйства Украинской ССР (с 27 июля 1990 г., № 84-XII)
- Компанец Николай Прокофьевич — Министр хлебопродуктов Украинской ССР (с 27 июля 1990 г., № 85-XII)
- Хорев Виктор Максимович — Министр водных ресурсов и водного хозяйства Украинской ССР (с 27 июля 1990 г., № 86-XII)
- Волков Павел Порфирьевич — Министр транспорта Украинской ССР (с 27 июля 1990 г., № 87-XII)
- Дьяченко Юрий Павлович — Председатель Государственного комитета Украинской ССР по прессе (с 30 июля 1990 г., № 89-XII)
- Никитенко Григорий Григорьевич — Министр легкой промышленности Украинской ССР (с 30 июля 1990 г., № 90-XII)
- Штундель Александр Рудольфович — Министр монтажных и специальных строительных работ Украинской ССР (с 30 июля 1990 г., № 91-XII)
- Сургай Николай Сафонович — Председатель Государственного комитета Украинской ССР по угольной промышленности (с 30 июля 1990 г., № 92-XII)
- Борзов Валерий Филиппович — Председатель Государственного комитета Украинской ССР по делам молодежи, физической культуры и спорта (с 30 июля 1990 г., № 93-XII)
- Сидоренко Николай Яковлевич — Председатель Государственного агропромышленного комитета Украинской ССР (с 30 июля 1990 г., № 94-XII)
- Коваленко Александр Николаевич — Министр финансов Украинской ССР (с 2 августа 1990 г., № 130-XII)
- Деликатный Владимир Иванович — Министр связи Украинской ССР (с 2 августа 1990 г., № 131-XII)
- Бойко Виталий Фёдорович — Министр юстиции Украинской ССР (с 2 августа 1990 г., № 132-XII)
- Плитин Владимир Никифорович — Министр строительства Украинской ССР (с 2 августа 1990 г., № 136-XII)
- Васильченко Виталий Сергеевич — Министр труда Украинской ССР (с 3 августа 1990 г., № 145-XII)
- Зязюн Иван Андреевич — Министр народного образования Украинской ССР (с 3 августа 1990 г., № 146-XII)
- Пархоменко Владимир Дмитриевич — Министр высшего и среднего специального образования Украинской ССР (с 3 августа 1990 г., № 147-XII)
- Готовчиц Георгий Александрович — Председатель Государственного комитета Украинской ССР по защите населения от последствий аварии на Чернобыльской АЭС (с 3 августа 1990 г., № 148-XII)
- Гусаков Владимир Николаевич — Председатель Государственного комитета Украинской ССР по делам строительства и архитектуры (с 3 августа 1990 г., № 149-XII)

Законом Украинской ССР от 18 апреля 1991 г. № 980-XII образован Кабинет Министров Украинской ССР в составе Премьер-министра, Первого вице-премьера, вице-премьера, государственного секретаря Кабинета министров, государственных министров и министров Украинской ССР. Совет Министров Украинской ССР сохранял свои полномочия до утверждения персонального состава Кабинета министров Украинской ССР.